# Mimosa unipinnata
Mimosa unipinnata är en ärtväxtart som beskrevs av B.D.Parfitt och Donald John Pinkava. Mimosa unipinnata ingår i släktet mimosor, och familjen ärtväxter. Inga underarter finns listade i Catalogue of Life.